# Karosa LC 956
Karosa LC 956 est un autocar de tourisme produit par l'entreprise tchèque Karosa de 2001 à 2006. Il est le successeur du  LC 936. Il est dérivé du Karosa C 956 qui a été vendu en Europe de l'ouest sous le nom Irisbus Axer.

## Son histoire
La conception du LC 956 est basée sur celle de son grand frère le LC 936. Sa motorisation est montée à derrière l’essieu arrière. L’assemblage de la structure se fait avant une plongée de cette dernière dans un bain de cataphorèse.
Les sièges sont réglables en position allongée avec une configuration de 2 + 2 : l’allée centrale est formée par des trottoirs supportant les sièges donnant 7 m3 de soutes.
L’accès se fait par deux portes louvoyantes extérieures à simple vantail.
L’accompagnateur possède un siège fixé sur le pare-jupe.
Les options sont limitées à une installation de cafetière ou frigo.
Les phares avant sont issus de voitures BMW des années 1980.
La version LC 956 E est lancée en 2003. Cette dernière est plus moderne d’un point de vue technique supportant un nouvel essieu arrière et des freins à disques.
Ce véhicule est conçu pour effectuer des longues distances.